# Biharhosszúaszó
Biharhosszúaszó (románul: Husasău de Tinca) község Romániában, Bihar megye délnyugati részén, Nagyváradtól 35, Nagyszalontától 30 kilométerre.

## Története
Biharhosszúaszó Árpád-kori település. Nevét már 1236-ban említette egy határjárási oklevélben Huzzeuozo néven, ekkor még mint lakatlan helyet, majd a XIV. században, az 1332-ből származó pápai tizedjegyzékben.
1349-ben a nagyváradi püspökség egyik birtokának a központja. Egy 1349 évi följegyzés szerint Nagy Demeter neve volt említve, aki itt Meszesi Demeter püspök tisztje volt.
A 16. századi összeírásokkor mint elpusztult községet említették.
A településnek kezdetektől fogva a váradi püspök volt földesura, s birtoka volt itt még a 20. század elején is.

## Népesség
A 2002-es népszámlálási adatok alapján a községnek 2350 lakosa volt, amiből 1909 lakos román (81,23%), 402 cigány (17,1%), 37 magyar (1,57%) és egy-egy szlovák és német nemzetiségűnek vallotta magát.

## Látnivalók
- Görög keleti temploma – 1800-as évek elején épült.